# Ojuelos, Chihuahua
Ojuelos är en ort i Mexiko.   Den ligger i kommunen Guadalupe y Calvo och delstaten Chihuahua, i den västra delen av landet, 1 100 km nordväst om huvudstaden Mexico City. Ojuelos ligger 2 386 meter över havet och antalet invånare är 196.
Terrängen runt Ojuelos är varierad. Runt Ojuelos är det mycket glesbefolkat, med 5 invånare per kvadratkilometer. Närmaste större samhälle är Mesa del Durazno, 12,1 km väster om Ojuelos. I omgivningarna runt Ojuelos växer huvudsakligen savannskog.